# Super Bowl LVII
Super Bowl LVII var den 57:e upplagan av Super Bowl, finalmatchen i National Football League för säsongen 2022. Matchen spelades den 12 februari 2023 mellan Kansas City Chiefs och Philadelphia Eagles som är vinnare av konferenserna American Football Conference respektive National Football Conference. Värd för Super Bowl LVII är State Farm Stadium i Glendale, Arizona. Det var fjärde gången som Super Bowl spelades i Phoenixområdet. Dessförinnan var det Super Bowl XLIX år 2015, som spelades på samma arena. I halvtidsunderhållningen var sångerskan Rihanna huvudakt, vilket var hennes första live-framträdande på över 5 år.
Super Bowl LVII blev den första NFL-finalen där båda lagen startade med svarta Quarterbacks. Patrick Mahomes (Kansas City Chiefs) och Jalen Hurts (Philadelphia Eagles) är tillsammans de yngsta Quarterbacksen att spela mot varandra i Super Bowls historia. Det är också första gången där två bröder möts i final, bröderna Jason och Travis Kelce. Kansas City Chiefs huvudtränare Andy Reid har varit huvudtränare för Chiefs  från 2013 och han jobbade innan det som huvudtränare för Philadelphia Eagles i fjorton säsonger, från 1999 till 2012.  Eagles huvudtränare Nick Sirianni har sitt andra år som huvudtränare.
Kansas City Chiefs vann med 38–35.